# Giro di Campania 1953
Il Giro di Campania 1953, ventunesima edizione della corsa, si svolse il 29 marzo 1953 su un percorso di 247,8 km. La vittoria fu appannaggio dell'italiano Adolfo Grosso, che completò il percorso in 7h10'07", precedendo i connazionali Loretto Petrucci e Fiorenzo Magni.
Sul traguardo di Napoli 45 ciclisti, su 108 partiti dalla medesima località, portarono a termine la competizione. 

## Ordine d'arrivo (Top 10)
| Pos. | Corridore         | Squadra       | Tempo    |
| ---- | ----------------- | ------------- | -------- |
| 1    | Adolfo Grosso     | Benotto       | 7h10'07" |
| 2    | Loretto Petrucci  | Lygie         | a 24"    |
| 3    | Fiorenzo Magni    | Ganna-Ursus   | s.t.     |
| 4    | Alfo Ferrari      | Welter        | s.t.     |
| 5    | Luciano Maggini   | Atala-Pirelli | s.t.     |
| 6    | Nino Defilippis   | Legnano       | s.t.     |
| 7    | Donato Zampini    | Benotto       | s.t.     |
| 8    | Luciano Ciancola  | Arbos         | s.t.     |
| 9    | Luigi Mastroianni | Girardengo    | s.t.     |
| 10   | Giuseppe Minardi  | Legnano       | s.t.     |